# Михалёво (Подлесный сельсовет, Вологодский район)
Михалёво — деревня в Вологодском районе Вологодской области.
Входит в состав Подлесного сельского поселения, с точки зрения административно-территориального деления — в Подлесный сельсовет.
Расстояние по автодороге до районного центра Вологды — 27 км, до центра муниципального образования Огарково — 14 км. Ближайшие населённые пункты — Надеево, Кожино, Щёкино.
По переписи 2002 года население — 37 человек (16 мужчин, 21 женщина). Преобладающая национальность — русские (94 %).